# León (tartomány)
León (asztur-leóni nyelven Llión) egy tartomány (provincia) Spanyolországban, Kasztília és León autonóm közösségben. Székhelye León. A tartományban 500 200 ember él, ebből mintegy 206 ezer a székhelyen és vonzáskörzetében.

## Történelme
A tartomány 1978 óta Kasztíliával közösen alkot autonóm közösséget Spanyolországban, azonban több párt és szervezet már évtizedek óta igyekszik elérni, hogy León levállhasson Kasztíliától és önálló autonóm közösséggé alakuljon a spanyol államon belül, amelyet főleg történelmi okokra alapoznak. Az új közösséghez kapcsolnák Salamanca és Zamora tartományokat is, bár azokban a régiókban nem teljesen egyöntetű egy ilyen entitás kialakításának támogatottsága.

## Földrajza
León Asztúria tartomány, Cantabria Province, Palencia, Valladolid, Zamora, Ourense és Lugo községekkel határos.

## Lásd még
- Leóni nyelv
- Leóni nacionalizmus